# G33
O Grupo dos 33 ou G33 foi um fórum internacional de existência efêmera, criado no início de 1999 - em substituição ao Grupo dos 22 - e extinto no mesmo ano, tendo sido substituído pelo Grupo dos 20. O grupo reunia  as 33 principais economias do mundo. 
Algumas das reuniões do G33 sobre o sistema financeiro internacional foram convocadas a pedido dos ministros das finanças e presidentes dos bancos centrais dos países do G7. A primeira reunião ocorreu em Bonn, Alemanha.

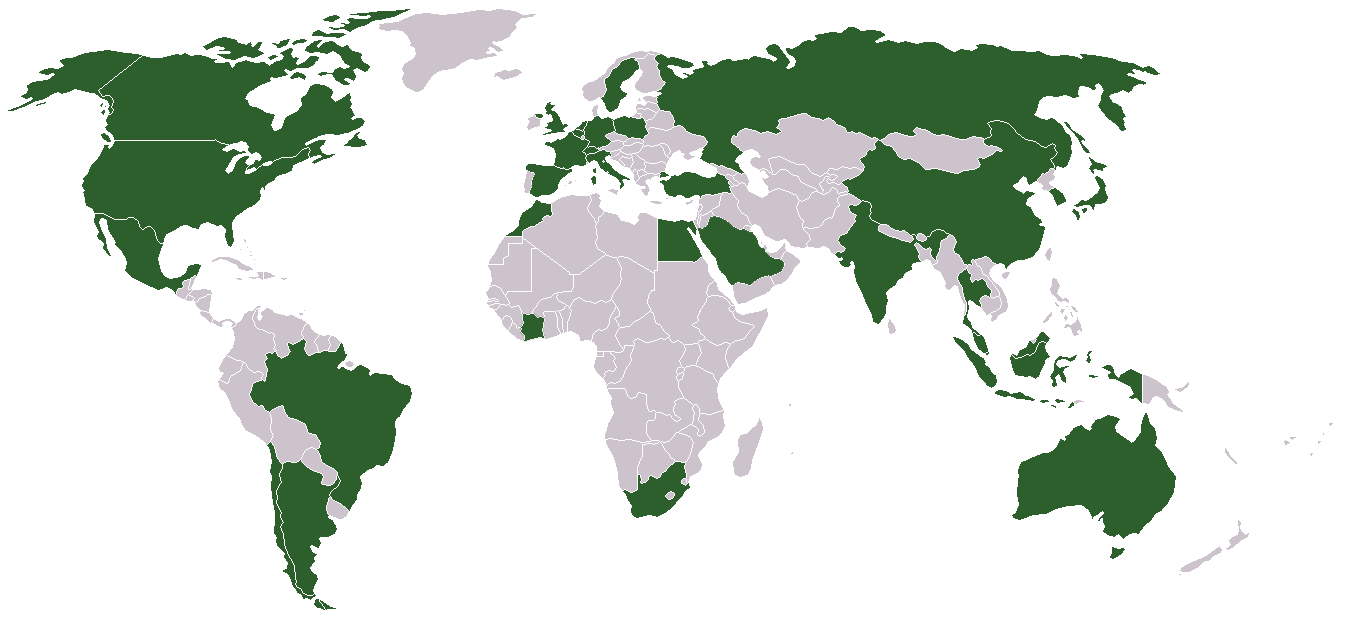
Países membros do antigo G33.